# Миндадзе, Зураб
Зураб Миндадзе (груз. ზურაბ მინდაძე; 13 января 1972) — грузинский футболист, защитник.

## Биография
В профессиональных соревнованиях дебютировал в 1991 году в чемпионате Грузии в составе сухумского «Цхуми». Всего за три сезона сыграл в чемпионате 52 матча и забил один гол, стал серебряным призёром чемпионата и финалистом Кубка Грузии в сезоне 1991/92.
Весной 1994 года был в заявке сочинской «Жемчужины», но ни одного матча не сыграл. В том же году провёл один матч в третьей лиге России за «Химик» (Белореченск). Во время выступлений в России был заявлен как нападающий.
В 1995 году вернулся в Грузию и стал выступать за «Динамо» (Батуми), за восемь сезонов сыграл 186 матчей и забил 5 голов в чемпионате. Серебряный (1997/98) и бронзовый (1996/97) призёр чемпионата Грузии, обладатель (1997/98) и финалист (1995/96, 1996/97) Кубка Грузии. Принимал участие в матчах еврокубков.
В 2003 году был на просмотре в уфимском «Строителе», который возглавлял тренер с сухумскими корнями Зураб Парулава. Затем вернулся в Грузию и провёл два сезона в «Колхети» (Поти). В конце карьеры выступал за клуб «Гагра», базировавшийся в Тбилиси.
Всего в высшем дивизионе Грузии сыграл не менее 262 матчей и забил не менее 6 голов.